# جوش مانسيل
جوش مانسيل (بالإنجليزية:Josh Mancell)، من مواليد 13 نوفمبر 1969، وهو ملحن موسيقي أمريكي، يقوم بلحن بأعمال متعلقة بألعاب الفيديو والأفلام السينمائية، أشتهر جوش بأنجح الأعمال الموسيقية لسلسلة كراش بانديكوت.